# Jane McNeill
Jane McNeill-Balter (artiestennaam: Jane McNeill) (Whiteville (North Carolina), 21 juni 1966) is een Amerikaanse actrice.

## Biografie
McNeill werd geboren in Whiteville (North Carolina), en kwam in de laatste periode op basisschool met het acteren in aanraking. Zij haalde haar bachelor in journalistiek aan de Universiteit van North Carolina te Chapel Hill in Chapel Hill (North Carolina). Tijdens haar schooltijd was zij als actrice in onder andere Wilmington (North Carolina), Little Rock (Arkansas) en Kentucky actief in diverse lokale theaters. in 1990 verhuisde McNeill naar Chicago voor haar acteercarrière, en haalde daar haar master in onderwijs aan de DePaul University aldaar. Na haar afstuderen gaf zij les in Engels en drama voordat zij in 1999 weer verhuisde naar North Carolina.
McNeill is in 1996 getrouwd en heeft een dochter (2001) en een zoon (2004). Tijdens haar huwelijk heeft zij in Wilmington en Chapel Hill gewoond, en wonen nu weer in Wilmington.
McNeill begon in 2011 met acteren  met een terugkerende rol in de televisieserie The Walking Dead, waarna zij nog meerdere rollen speelde in televisieseries en films. Naast het acteren voor televisie is zij ook nog actief in het theater.

## Filmografie

### Films
Uitgezonderd korte films.
- 2020 Drought - als Lorraine
- 2020 Uncle Frank - als Neva
- 2019 Patsy & Loretta - als whisky dronken vrouw
- 2019 The Highwaymen - als Emma Parker
- 2018 Venom - als diner
- 2018 An L.A. Minute - als Tappy
- 2018 American Animals - als mrs. Reinhard
- 2016 Dolly Parton's Christmas of Many Colors: Circle of Love - als tante Estelle
- 2015 Dolly Parton's Coat of Many Colors - als tante Estelle
- 2015 Well Wishes - als moeder van Penelope
- 2015 Magic Mike XXL - als Mae
- 2015 Mississippi Grind - als 'Bloody Mary' Kate
- 2014 Where the Devil Hides - als moeder van Sarah
- 2013 Don't Know Yet - als Roberta
- 2013 Dallas Buyers Club - als Francine Suskind
- 2013 The Last of Robin Hood - als Cynthia Gould
- 2013 Prisoners - als verpleegster
- 2012 The Bay - als slachtoffer 1
- 2012 Hornet's Nest - als Vikki Luby

### Televisieseries
Uitgezonderd eenmalige gastrollen.
- 2022 Ozark - als Annalise - 5 afl.
- 2017-2019 Living the Dream - als Larissa - 4 afl.
- 2018 Hap and Leonard - als Maude - 5 afl.
- 2017 Outcast - als dunne vrouw - 2 afl.
- 2011-2012 The Walking Dead - als Patricia - 11 afl.